# Address Unknown
«Address Unknown» (en español: «Dirección Desconocida») es un sencillo del grupo de jazz vocal estadounidense The Ink Spots. Fue lanzado como un sencillo de disco fonográfico en 1939 y fue la canción con mayor ranking de The Ink Spots hasta su lanzamiento del cover de «We Three (My Echo, My Shadow and Me)». «Address Unknown no se lanzó en ningún álbum de The Ink Spots y se utilizó originalmente como lado B de Bless You For Being An Angel» y «You Bring Me Down». Más tarde, en 1939, se lanzó una disco fonográfico con «You Bring Me Down» como cara B después del éxito de «Address Unknown».
Este sencillo tuvo un resurgimiento en popularidad después de su inclusión en 2015 tras el estreno de la serie de drama criminal Better Call Saul, precuela derivada de Breaking Bad.

## Estructura
«Address Unknown» comienza con una introducción de guitarra, antes de cambiar a un piano y un coro instrumental mientras se canta el primer verso y el estribillo. La canción se refiere a alguien con una dirección postal desconocida, alguien que «ni siquiera tiene un rastro» de su existencia. Luego, la canción pasa a una parte hablada y el receptor dice que «daría cualquier cosa en el mundo» por ver el rostro del tema de la canción. El coro se repite de nuevo mientras la canción se desvanece.

## Lanzamiento
«Address Unknown» se lanzó inicialmente como un sencillo independiente de disco fonográfico de 10 pulgadas, utilizado como lado B para «Bless You For Being An Angel» y «You Bring Me Down». Posteriormente, en 1939, un disco fue lanzado con «You Bring Me Down» como cara B después del éxito de «Address Unknown».
«Address Unknown» fue lanzado como la segunda canción del quinto lado de «Best Of The Ink Spots», una compilación de triple LP de Murray Hill Records en 1979.

## Uso enBetter Call Saul
«Address Unknown» tuvo un resurgimiento en popularidad e interés público después de su uso en el estreno de la serie de drama criminal estadounidense Better Call Saul.
Se utiliza en la primera escena de la serie que fue filmada en blanco y negro, mientras presenta al protagonista de la serie Jimmy McGill (interpretado por Bob Odenkirk) en su identidad de Gene Takavic después de adoptar ilegalmente una identidad falsa después de los hechos de Granite State en Breaking Bad. Gene se ha convertido en un gerente de un Cinnabon en Omaha recordando sus viejos tiempos como Saul Goodman, mientras ve sus antiguos comerciales de televisión en cintas VHS. Durante toda la escena se reproduce «Address Unknown».
Los creadores de la serie Vince Gilligan y Peter Gould hablaron con Rolling Stone sobre la inclusión de «Address Unknown» en el episodio Uno. Gould explica que al haber filmado la escena en blanco y negro podría haberlo motivado a utilizar este sencillo, que parece «requerir un tono diferente o... música de una época diferente». Vince Gilligan comentó que Thomas Golubić eligió la inclusión del sencillo comentando que «(Golubić) encuentra las canciones más interesantes y perfectamente extravagantes para cuando hacemos lo que llamamos gotas de aguja». Gilligan da más detalles, afirmando que «Address Unknown» evoca una sensación de melancolía y que la canción indica que Saul Goodman tiene «sentimiento de días pasados, de días mejores que ya han pasado».
Tras esto, «Address Unknown» se volvería a publicar bajo el nuevo título de «Address Unknown (From Better Call Saul)».
Otra canción de Ink Spots, «We Three (My Echo, My Shadow and Me)», se utilizó más tarde de manera similar en la escena inicial de Gene Takavic en Smoke, en el primer episodio de la cuarta temporada de Better Call Saul.

## Lista de canciones
| N.º  | Título              | Escritor(es)                                   | Duración |  |
| 1.   | «Address Unknown»   | Carmen Lombardo, Dedette Lee Hill, Johnny Mark | 2:56     |  |
| 2.   | «You bring me down» | Gene de Paul, Roy Jacobs                       | 3:17     |  |
| 6:13 |                     |                                                |          |  |

## Listas musicales de sencillos
| Listas        | Posición más alta |
| ------------- | ----------------- |
| US Pop Charts | 1                 |